# Dick Klomp
Dick Klomp (Dedemsvaart, 1947) is een Nederlands organist, beiaardier en componist.

## Levensloop

### Studies
Klomp volgde in 1964 een opleiding tot orgelmaker. Hierna bezocht hij het Amsterdams Conservatorium waar hij orgel studeerde bij Simon C. Jansen en pianolessen nam bij Debora Land en Jan Wijn. Hij volgde daarna masterclasses. Tot slot volgde hij in Haarlem een studie improvisatie bij Piet Kee en Franse barok bij René Saorgin. Hierna ging hij zich toeleggen op de muziek van Bach en Italiaanse orgelcomponisten.

### Loopbaan
Klomp werd in 1967 benoemd tot organist in de Opstandingskerk in Amsterdam-West. Hierna volgde zijn benoeming bij de Doopsgezinde Singelkerk. Hij was daar van 1973 tot 1990 ook dirigent van het jeugdkoor. In 1973 werd hij eveneens organist van de aula van begraafplaats en crematorium Westgaarde. Hij vervulde deze functie tot 2008. Daarnaast gaf hij orgelconcerten en tournees in Noord-Amerika en Zweden. Tevens werden hierbij radio-opnamen gemaakt. Hij bracht ook cd's uit met muziek voor orgel en trompet en is beiaardier op het carillon van de Onze Lieve Vrouwetoren in Amersfoort en de Lichtboogtoren in Almere.

## Composities
- Ga uit, o mens en zoek uw vreugd
- Cantanou
- Sommarpsalm
- ScanDino
- En jungfru födde ett barn idag
- Stille nacht, heilige nacht
- Hark! the herald angels sing
- Rhapsodie in 6 Beaufort
- Canto per Organo
- In de Winkel van Sinkel
- Mr Rickens Bariton
- Goede Rede Suite
- Marcia Solennelle
- En! Natus est Emanuel!